# Torneo de las Américas 1980
Das Torneo de las Américas 1980 (englisch The 1980 Tournament of the Americas) ist die erste Auflage der Basketball-Amerikameisterschaft und fand vom 18. bis 25. April 1980 in der puerto-ricanischen Hauptstadt San Juan statt. Bei dem erstmals ausgetragenen Turnier ging es um die Qualifikation der nationalen Auswahlmannschaften des fünf Jahre zuvor gegründeten Kontinentalverbands FIBA Amerika für das Basketballturnier bei den Olympischen Spielen 1980. Im Nachhinein wurde das Turnier in die Reihenfolge der Amerikameisterschaften aufgenommen und zählte als Kontinentalmeisterschaft für nationale Auswahlmannschaften der Herren der FIBA Amerika. Von den am Ende sieben teilnehmenden Mannschaften qualifizierten sich die drei Medaillengewinner direkt für die Olympischen Spiele. Die Auswahl der Vereinigten Staaten war als Goldmedaillengewinner des olympischen Turniers von Montreal 1976 und Titelverteidiger automatisch qualifiziert und nahm nicht am Qualifikationsturnier teil. Bereits eine Woche vor Beginn der Olympiaqualifikation beschloss das United States Olympic Committee den Boykott der Sommerspiele 1980 in Moskau. Bis zum Beginn der Olympischen Spiele 1980 schlossen sich alle Medaillengewinner der Olympiaausscheidung im Kontinentalverband FIBA Amerika diesem Boykott an, so dass letztendlich als Mannschaften der FIBA Amerika Brasilien und Kuba zum olympischen Turnier eingeladen wurden.

## Teilnehmer
Es erfolgte eine regionale Qualifikation nach den Subzonen des Kontinentalverbands. Neben den beiden Nationalmannschaften der nordamerikanischen Subzone und Gastgeber Puerto Rico waren die Medaillengewinner der südamerikanischen Meisterschaften qualifiziert. Aus der zentralamerikanischen Zone nahm die bestplatzierten Mannschaften des Basketballwettbewerbs der Panamerikanischen Spiele 1979 teil, wobei die Auswahl Panamas nicht am Wettbewerb teilnahm ebenso wie die ursprünglich bereits qualifizierte Auswahl der Vereinigten Staaten aus der nordamerikanischen Zone.

### Nordamerika
- Kanada

### Zentralamerika und Karibik
- Puerto Rico (Gastgeber und Silbermedaille Panamerikanische Spiele 1979)
- Kuba (Vierter Panamerikanische Spiele 1979)
- Mexiko (Achter Panamerikanische Spiele 1979)

### Südamerika
- Argentinien (Sieger Campeonato Sudamericano 1979)
- Brasilien (Silbermedaille Campeonato Sudamericano 1979)
- Uruguay (Bronzemedaille Campeonato Sudamericano 1979)

## Modus
Das Turnier wurde als Rundenturnier ausgetragen. Die drei Medaillengewinner hatten einen Startplatz für das Basketballturnier bei den olympischen Sommerspielen 1980. Bei gleicher Anzahl von Siegen zählte der direkte Vergleich bei der Rangfolge der Platzierungen.

## Finalrunde
| Nation         | Sp | S | N | P+  | P-  |         | Puerto Rico | Kanada | Argentinien | Brasilien 1968 | Mexiko | Kuba   | Uruguay |
| -------------- | -- | - | - | --- | --- | ------- | ----------- | ------ | ----------- | -------------- | ------ | ------ | ------- |
| 1. Puerto Rico | 6  | 5 | 1 | 651 | 535 |         | 84:67       | 99:93  | 93:99       | 134:104        | 113:88 | 128:84 |         |
| 2. Kanada      | 6  | 5 | 1 | 544 | 476 | 67:84   |             | 89:86  | 98:81       | 102:79         | 77:74  | 111:72 |         |
| 3. Argentinien | 6  | 4 | 2 | 584 | 526 | 93:99   | 86:89       |        | 118:98      | 104:79         | 86:75  | 97:86  |         |
| 4. Brasilien*  | 6  | 4 | 2 | 543 | 557 | 99:93   | 81:98       | 98:118 |             | 92:90          | 78:76  | 95:82  |         |
| 5. Mexiko      | 6  | 2 | 4 | 538 | 589 | 104:134 | 79:102      | 79:104 | 90:92       |                | 88:70  | 98:87  |         |
| 6. Kuba*       | 6  | 1 | 5 | 486 | 523 | 88:113  | 74:77       | 75:86  | 76:78       | 70:88          |        | 103:81 |         |
| 7. Uruguay     | 6  | 0 | 6 | 492 | 632 | 84:128  | 72:111      | 86:97  | 82:95       | 87:98          | 81:103 |        |         |

* Nach dem Boykott der Vereinigten Staaten sowie der Medaillengewinner dieses Qualifikationsturniers rückten die Mannschaften Brasiliens und Kubas als Vertreter der FIBA Amerika für das olympische Turnier in Moskau nach.